# Thomas Schick
Thomas Schick (Alzey, 22 de maio de 1969) é um matemático alemão especialista em topologia algébrica e geometria diferencial.

## Educação e carreira
Schick estudou matemática e física na Universidade de Mainz, onde obteve em 1994 o diploma em matemática e em 1996 um doutorado, orientado por Wolfgang Lück, com a tese Analysis on Manifolds of Bounded Geometry, Hodge-deRham Isomorphism and {\displaystyle L^{2}}-Index Theorem. No pós-doutorado esteve de 1996 a 1998 na Universidade de Münster, sendo de 1998 a 2000 professor assistente na Universidade Estadual da Pensilvânia, onde trabalhou com Nigel Higson e John Roe. Schick obteve a habilitação em 2000 na Universidade de Münster, sendo desde 2001 professor de matemática pura na Universidade de Göttingen.
É editor do Mathematische Annalen. Foi palestrante convidado do Congresso Internacional de Matemáticos em Seul (2014: The topology of scalar curvature). Em 2016 foi eleito membro da Academia de Ciências de Göttingen.

## Publicações selecionadas
- Topology of scalar curvature. Proc. ICM 2014, Seoul.
- Operator algebras and topology. ICTP Summer School, Triest 2001.
- com Ulrich Bunke: Differential K-Theory.
- com Ulrich Bunke: Smooth K-Theory. In: Astérisque. No. 328 (2009), 45–135 (2010). ISBN 978-2-85629-289-1.
- com Bernhard Hanke and Wolfgang Steimle: The space of metrics of positive scalar curvature. Publ. Math. Inst. Hautes Études Sci. 120 (2014), 335–367. doi:10.1007/s10240-014-0062-9
- com Hanke: Enlargeability and index theory. J. Differential Geom. 74 (2006), no. 2, 293–320. Arxiv
- com Dodziuk, Linnell, Mathai, Yates: Approximating L2-invariants and the Atiyah conjecture. Dedicated to the memory of Jürgen K. Moser. Comm. Pure Appl. Math. 56 (2003), no. 7, 839–873. doi:10.1002/cpa.10076
- com Rostislav Grigorchuk, Linnell, Żuk: On a question of Atiyah. C. R. Acad. Sci. Paris Sér. I Math. 331 (2000), no. 9, 663–668. Arxiv
- com Wolfgang Lück: {\displaystyle L^{2}} torsion of hyperbolic manifolds of finite volume. In: Geometric and Functional Analysis. vol. 9, 1999, pp. 518–567, Arxiv.
- Integrality of {\displaystyle L^{2}} Betti numbers. In: Mathematische Annalen. vol. 317, 2000, pp. 727–750, Arxiv.
- {\displaystyle L^{2}}-index theorem for elliptic boundary problems. In: Pacific J. Math. vol. 197, 2001, pp. 423–439, Arxiv.